# كارلوس بينيدا
كارلوس بينيدا (بالإسبانية: Carlos Pineda) هو لاعب كرة قدم هندوراسي، ولد في 23 سبتمبر 1997 في تيغوسيغالبا في هندوراس. لعب مع نادي ديبورتيفو أوليمبيا.

## وصلات خارجية
- كارلوس بينيدا على موقع إي إس بي إن إف سي (الإنجليزية)
- كارلوس بينيدا على موقع قاعدة بيانات كرة القدم.إي يو (الإنجليزية)
- كارلوس بينيدا على موقع ناشيونال فوتبول تيمز (الإنجليزية)
- كارلوس بينيدا على موقع Soccerbase.com (لاعب) (الإنجليزية)
- كارلوس بينيدا على موقع Soccerway.com (الإنجليزية)
- كارلوس بينيدا على موقع عالم كرة القدم.نت (الإنجليزية)
- كارلوس بينيدا على موقع أوليمبيديا (الإنجليزية)